# Panyo Panyo Di Gi Charat
Panyo Panyo Di Gi Charat (ぱにょぱにょ デ・ジ・キャラット Panyo Panyo De Ji Kyaratto?) es una protosecuela de la serie anime Di Gi Charat cuya acción transcurre en el planeta Di Gi Charat cuando la princesa Dejiko y su hermana pequeña Puchiko tienen tan sólo 8 y 3 años respectivamente y deciden salir del castillo para ayudar a sus súbditos a alcanzar la felicidad.
En esencia sigue la misma tónica que la serie original, con la acción concentrada en apenas 5 minutos, y situaciones y un humor peculiares, aunque esta vez más suavizados.

## Personajes
Aparte de Dejiko y Puchiko, los únicos personajes comunes con la serie original son Gemma y Pyoko (aquí con 6 años).
Los nuevos personajes son, por un lado Rinna y Meek, las nuevas amigas de Dejiko y su hermanita, que se unirán a ellas en su propósito, y por otro Devi Devil, su principal rival aparte de Pyoko, cuyo propósito es totalmente antagónico al de las niñas gato.
Como no, los nuevos personajes también usan una coletilla al terminar cada frase. En el caso de Rinna termina las frases diciendo -myu, Meek con -mya y Devi Devil con -devi.

## Música
| Tema    | Título                 | Intérprete                             |
| ------- | ---------------------- | -------------------------------------- |
| Opening | "Happy! Smile! Hello!" | Atsuko Enomoto                         |
| Ending  | "Jounetsu no Paradise" | seiyū de Dejiko, Puchiko, Rinna y Meek |

Actualmente hay a la venta un CD de música con todas las canciones de Panyo Panyo, "Panyo Panyo DGC OST CD Soundtrack Da Nyo!" con 58 canciones.